# The Tallest Man On Earth
The Tallest Man on Earth er kunstnernavnet for Kristian Matsson (født 30. april 1983 i Dalarna, Sverige) er en sanger og sangskriver fra Sverige. Han spiller guitar, banjo og klaver, og han har udgivet tre album og to ep'er under sit kunstnernavn.

## Diskografi

### Studiealbum
- Shallow Grave (2008)
- The Wild Hunt (2010)
- There's No Leaving Now (2012)
- Dark Bird Is Home (2015)
- I Love You. It¨s A Fever Dream (2019)

### Ep'er
- The Tallest Man on Earth (2006)
- Sometimes the Blues Is Just a Passing Bird (2010)
- The Tallest Man on Earth with yMusic (2017)
- When The Bird Sees The Solid Ground (2018)